# Schöneshof
Schöneshof ist ein Ortsteil der Gemeinde Neunkirchen-Seelscheid im Rhein-Sieg-Kreis. 

## Lage
Schöneshof liegt über dem Bröltal im Bergischen Land. Nachbarorte sind Kaule im Norden, Ingersau im Osten und Birken im Westen. Der Ort ist über die Bundesstraßen 478 und 507 erreichbar.

## Geschichte
Das Dorf gehörte bis 1969 zur Gemeinde Neunkirchen.
1830 hatte Schöneshof 54 Einwohner. 1845 hatte der Hof 68 katholische Einwohner in zwölf Häusern. 1888 gab es 38 Bewohner in zwölf Häusern.
1901 hatte der Weiler 44 Einwohner. Verzeichnet sind die Familien Ackerer Wilhelm Balensiefer, Ackerer Peter Demmer, Ackerer Wilhelm Gilgen, Ackerin Witwe Wilhelm Grau. Stellmacher Clemens Rosauer, Ackerin Lisette Rosauer, Ackerin Witwe Wilhelm Rosauer, Ackerer Peter Söntgerath und Ackerer Wilhelm Walterscheid.
Inzwischen gehören die beiden Nachbardörfer Kleinscheid und Großscheid zur Ortslage.